# DiscJuggler
DiscJuggler（ディスクジャグラー）は、米Padusが開発・販売していた、プロフェッショナル向けのライティングソフトウェア。イメージファイルの拡張子はcdi。最終バージョンは6.00.1400。2008年をもって提供を終了し、サポートも2010年で終了した。

## 特色
一般的なライティングソフトウェアの機能に加えて、同一の内容を複数のドライブに並行して書き込むことができる、デュプリケータ機器を利用して多数の書き込みを自動化できる、ネットワークで繋がった別のマシンのドライブに書き込むことができるといった機能を持つ。これらの特長は、このソフトが元々は業務用製品だったことに由来する。。
他のライティングソフトウェアが備えるDVDオーサリング機能や動画編集機能、パケットライト機能等は搭載しないため、ホームユースには向かない。

## 日本国内での販売元
バージョン3までは、法人向けには三井化学がOmniRecという名称で取り扱っており、個人向けには三井化学からライセンスを取得したランドポートが販売していた。2002年10月4日に発売されたバージョン4.0から、個人向けの販売元がライブドア傘下のプロジーに変更された。2005年4月28日に、2重セクタディスク等のコピーガードへの対応強化等を特長とした日本独自のバージョン5.0が同じくプロジーから発売された（Padusから発売されたものはバージョン4.6の次がバージョン6となっており、バージョン5は存在しない）。
2006年、ライブドアがソフトウェア事業を縮小したのに伴い、本製品に関する業務はソニック・ソルーションズに移管されたが、その時点で既に販売およびサポートは終了しており、ソニック・ソルーションズからは過去のアップデータ等が公開されるに留まった（現在は終了している）。これにより、日本国内での販売元は存在しない状況となった。

## 関連製品
DiscJuggler.NET
ネットワーク上のサーバに搭載された書き込みドライブを、複数のクライアントマシンで共有する形をとる製品。サーバ上のドライブに対するアクセス制御等の機能を持つ。
Padus Foundation Class
ライティングエンジンをライブラリとして独立させた製品。ソフトウェアベンダーが自社製品にライティング機能を組み込むために利用できる。

## その他のPadus製ライティングエンジン(Pfc)を使用しているソフト
- CyberLink PowerProducer
- Inter Video WinDVD Creator
- CDRWIN 5.0
- ACDSee(6.0以降)
- Nvidia Purevideo Decoder
- SimDisc
- アーク情報システム CD革命/Virtual Pro(Ver.7以降)
- SONIC MYDVD (Ver.4まで)
- SONIC DVDit (Ver.2.5まで)
- ソニー SimpleDVDMaker